# Mathilde I. (Essen)
Mathilde I. († 7. Januar eines unbekannten Jahres) war die womöglich fünfte Äbtissin des Stifts Essen.
Mathilde I. soll von 907 bis 910 Äbtissin gewesen sein. Ihren Todestag sichert der Essener Nekrolog. Die frühneuzeitlichen Essener Äbtissinnenkataloge ordnen sie der Verwandtschaft der Königin Mathilde zu. Sie war Nachfolgerin von Wicburg und Vorgängerin von Hadwig.
Ein 2011 erschienener Aufsatz von Tobias Nüssel bestreitet, dass die am 7. Januar verstorbene Mathilde im 10. Jahrhundert Äbtissin in Essen war, und begründet dieses mit ihrem Fehlen in allen anderen Essener Memorialüberlieferungen.